# Hagen von Ortloff
Hagen von Ortloff (født 15. maj 1949 i Zwickau) er en tysk fjernsynsmedarbejder. Han er især kendt for den succesfulde programserie Eisenbahn-Romantik på SWR, hvor han var vært fra starten i 1991 og indtil udgangen af 2015.
Efter faderens død i 1957 tilbragte han barndommen hos sin bedstemor i Dresden. I 1960 flyttede han over til sin mor i det daværende Vesttyskland. Han boede her nær Heilbronn og gik bl.a.a. på Justinus-Kerner-Gymnasium nær Weinsberg, hvor han lagde navn til en årlig pris for fremragende socialt engagement.
I 1975 blev han udlært fra Hochschule der Medien Stuttgart. Derefter studerede han sociologi, statskundskab og Erhvervsvidenskab på Stuttgart Universitet hvor han afsluttede i 1984 som Magister rer. pol. Inden da var han i 1977 blevet tilknyttet tv- og radiostationen Süddeutscher Rundfunk (SDR, 1998 fusioneret til SWR) som freelancemedarbejder. Her indledtes i 1991 den stadig kørende programserie Eisenbahn-Romantik (Jernbaneromantik) med Hagen von Ortloff som leder og vært fra starten og indtil udgangen af 2015, hvorefter programmet sendes uden vært. Han fortsætter dog sit parallelle arbejde som vært på RioGrande-Videos dvd-serier, ER-Video-Express og Modellbahn TV.
Et lidt specielt bevis på, at Hagen von Ortloff er et kendt ansigt blandt tyske jernbaneentuasiaster er, at firmaet Preiser, selv kendt for at lave figurer til modeljernbaner, har lavet et sæt med figurer med ham, en kameramand og en assistent i størrelsesforholdet 1:87 (skala H0). Figurproducenterne benytter normalt kun ukendte personer og typer som forbilleder, men her er Hagen von Ortloff som en af de få undtagelser kommet i eksklusivt selskab med bl.a. Konrad Adenauer og Barack Obama.